# Мирослав Ћирић
Мирослав Ћирић (рођен 17. јула 1964. године у Белој Паланци) је редовни професор Природно-математичког факултета Универзитета у Нишу.

## Образовање
Године 1988. завршио је основне студије из математике на Филозофском факултету Универзитета у Нишу. Затим, 1990. године стиче звање магистра математике на Природно-математичком факултету Универзитета у Новом Саду. Тема магистарског рада била је „Полумреже Архимедових полугрупа“. Ментор магистарског рада био је проф. др Стојан Богдановић.
Године 1991. докторирао је из области математике на Математичком факултету Универзитета у Београду. Тема докторске дисертације била је „Декомпозиције полугрупа и идентитети“. Ментор дисертације био је проф. др Стојан Богдановић.

## Публикације
Проф. др Мирослав Ћирић је аутор бројних научних радова, међу којима се налази 170 публикација. Оне укључују 4 монографије, 3 уџбеника и 158 рецензираних научних чланака који су објављени у научним часописима, зборницима радова са конференција и поглављима у књигама.